# Lokace
Cet article possède un paronyme, voir locace.
Lokace fut un moteur de recherche francophone lancé en 1994 par Orianne Garcia, Alexandre Roos, Christophe Schaming, Dan Serfaty, Thierry Lunati, Philippe Payan et Marc Reeb alors qu'ils rencontraient des difficultés avec Internet Plus, leur société de FAI créée en 1995. Il s'agissait du tout premier moteur de recherche français.
L'entreprise Lokace est l'origine du lancement de Caramail en 1997.

## Historique
Lokace est rachetée par le Groupe Infosources (Infonie) en octobre 1998.
Il est ensuite passé entre les mains de Belgacom, puis de Tiscali, au gré des rachats d'Infonie.
Il a été désactivé en 2002.